# Catavi-Massaker 1967
Das Catavi-Massaker 1967, auch Massaker der Johannisnacht genannt, ereignete sich am 24. Juni 1967 bei Catavi, nahe dem nördlich der Stadt Uncía in der Provinz Rafael Bustillo im Departamento Potosí liegendem Zinnbergwerk Siglo XX in Bolivien. Schon 1942 und 1965 war es hier zu Massakern an Bergleuten gekommen.

## Vorgeschichte
Das Bergwerk wurde in den 1910er Jahren vom „Zinnkönig“ Simón I. Patiño erworben.
Nachdem im Juli 1966 General René Barrientos zum bolivianischen Präsidenten gewählt worden war, machte er viele der sozialen Errungenschaften rückgängig, die den Bergleuten in den Jahren vorher von der MNR-Regierung gewährt worden waren, um so die Arbeiterschaft unter Kontrolle zu bekommen. Er unterstellte die staatliche Bergbaugesellschaft COMIBOL einem militärischen Direktor und strich die Vetorechte der Gewerkschaftsführer. Barrientos kürzte die Löhne der Bergarbeiter auf einen Tageslohn von umgerechnet 0,80 US$, verbot schließlich die Central Obrera Boliviana (COB), den Dachverband der bolivianischen Gewerkschaften, ebenso wie die Bergarbeitergewerkschaft, und schickte Gewerkschaftsführer ins Exil.

## Massaker
Als die Streitkräfte Boliviens im Juni 1967 die Bergwerke besetzten, kam es bei dem Bergwerk von Catavi, Siglo XX, zu einem Massaker an Bergarbeitern und ihren Familien. Bei der Gewerkschaftsversammlung vom 24. Juni wurden an die 100 Personen erschossen.
Am Johannistag, dem 24. Juni 1967, unter dem Regime von René Barrientos Ortuño, griffen Armeeeinheiten unter dem Kommando von General Rogelio Mirandades ein auf dem Bergwerksgelände errichtetes Lager von Gewerkschaftsmitgliedern und ihren Familien an und besetzten das Gelände. Sie verübten dabei das nach dem Massaker von Catavi am 21. Dezember 1942 opferreichste Massaker an Bergleuten und deren Familien in der Geschichte der Klassenkämpfe in Bolivien. Unter den Ermordeten befand sich der Gewerkschaftssekretär Isaac Camacho. Das Militär wurde eingesetzt, um eine für diesen Tag geplante nationale Bergarbeitergewerkschaftsversammlung zu unterbinden. Die Bergarbeiter beabsichtigten, auf dem Treffen Forderungen nach höheren Löhnen zu erheben und einen Beschluss zur Unterstützung von Guerillagruppen zu fassen. Gewerkschaftstätigkeiten waren von der herrschenden Militärjunta verboten worden. Die Tageszeitung La Patria berichtete, dass „um 4:55 die Ansiedlungen der Bergarbeiter der Region durch intensives Gewehrfeuer, Maschinengewehrsalven und die Explosion von Dynamit geweckt worden“ sei, als Armee und Sicherheitskräfte die Lager der Bergarbeiter in einer blutigen Aktion besetzt hätten. Anfangs wurde von 20 Toten und 72 Verletzten gesprochen. Die Gewerkschaft betrieb auf dem Gelände einen Radiosender, der vom Militär abgeschaltet wurde. Unter der Hand kursierte eine Liste der bei dem Massaker Ermordeten, Verletzten und Verschwundenen: Rosendo García Maisman (spanisch Secretario General del sindicato de Siglo XX), Ponciano Mamani, Nicanor Tórrez, Maximiliano Achú, Bernardino Condori, ein achtjähriges Kind und ein Neugeborenes waren die ersten auf der Liste. Über den Zwischenfall in der Schlüsselindustrie Boliviens wurde eine landesweite Zensur verhängt. Der Parlamentsabgeordnete Marcelo Quiroga Santa Cruz klagte die Regierung von René Barrientos Ortuño im Parlament an und wurde umgehend inhaftiert. Jorge Sanjinés thematisierte das Massaker in seinem 1971 gedrehten Film El coraje del pueblo, dessen Aufführung in Bolivien das Regime von Hugo Banzer Suárez unterband.